# Tramway de Wuhan

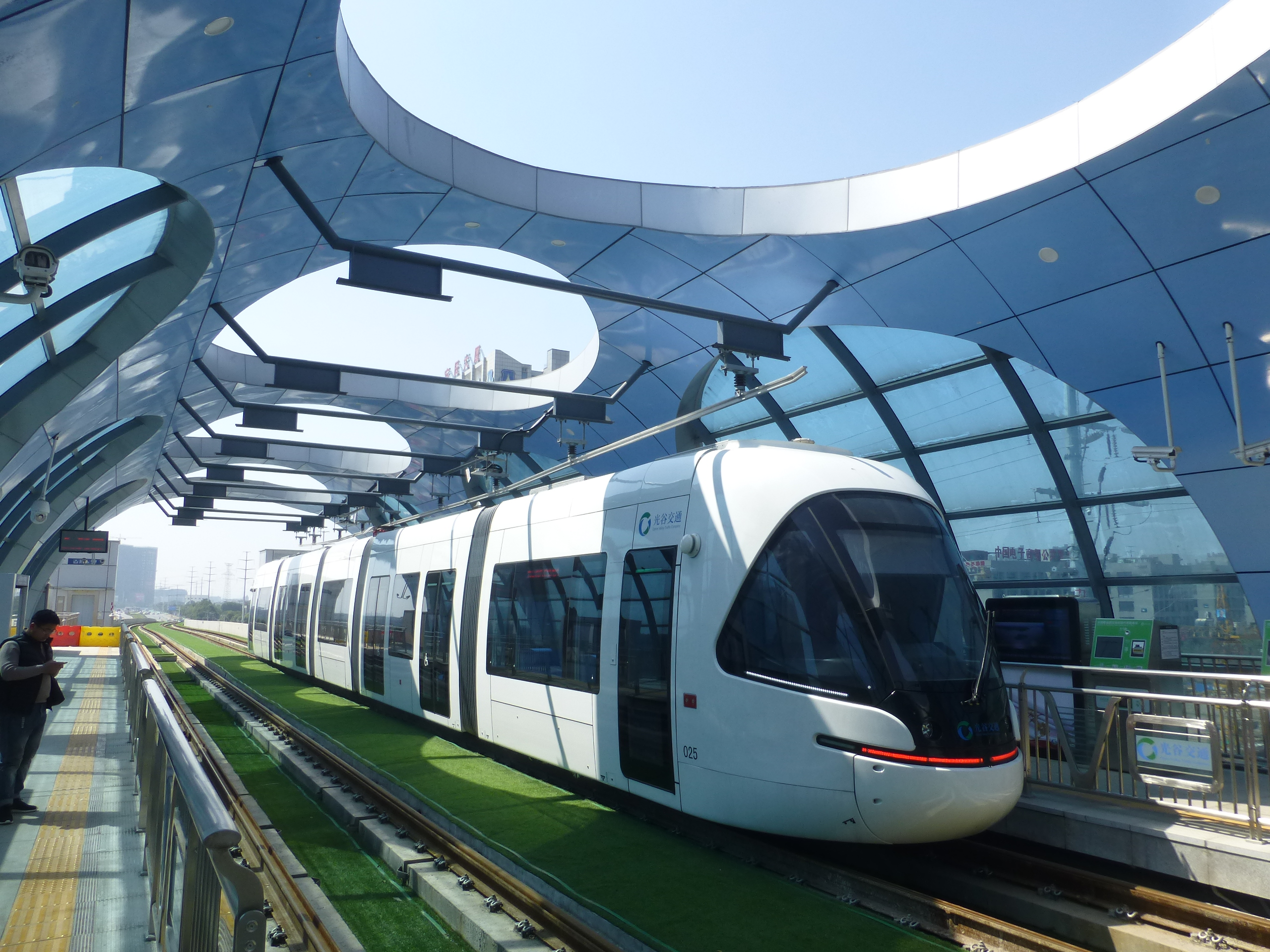
Tramway de l'Optics Valley près de la station Wudayuan.

Le tramway de Wuhan est constitué de deux réseaux distincts de tramway de la ville de Wuhan en Chine centrale : les tramways Auto-city dont la première ligne est entrée en service en juillet 2017, et le tramway de la vallée de l'optique qui est entré en service en avril 2018.

## Tramways Auto-city
La première ligne de tramway de Wuhan, la ligne T1 longue de 16,8 kilomètres et comprenant 22 stations, a été inaugurée le 28 juillet 2017. Située dans sud-ouest de la ville elle prolonge la ligne  3 du métro de Wuhan avec lequel elle est en correspondance à la station  Zhuanyang Boulevard. Elle fait partie du réseau Auto City qui a programmé la construction de plusieurs nouvelles lignes. 

## Tramways de la vallée de l'optique
Le réseau de tramways de la vallée de l'optique est en fait un métro léger qui circule en partie sur une voie surélevée. Deux lignes d'une longueur totale de 36,4 kilomètres sont entrées en service le 1er avril 2018.